# Euspilotus azureus
Euspilotus azureus är en skalbaggsart som först beskrevs av C.R. Sahlberg 1823.  Euspilotus azureus ingår i släktet Euspilotus och familjen stumpbaggar. Inga underarter finns listade i Catalogue of Life.